# Связь в Хорватии
Связь в Хорватии  - важнейшая отрасль экономики Хорватии и включает в себя радиовещание, телевидение, распространение Интернета и телефонных соединений (проводных и беспроводных).

## Телефонная связь
- Линий в стране: 1,9 млн. (2009)
- Абоненты сотовой связи: 6 млн. (2009)
- Операторы сотовой связи:
  - T-Mobile Croatia (префиксы +38598, +38599; GSM 900 МГц, UMTS 2100 МГц, 2,3 млн. абонентов)
    - Simpa (де-юре отдельный бренд, де-факто группа тарифов T-Mobile)

  - Vipnet (префиксы +38591; GSM 900 MHz, UMTS 2100 MHz, 2,1 млн. абонентов)[1]
  - Tele2 (префиксы +38595; GSM 1800 MHz, UMTS 2100 MHz, 516 тыс. абонентов)
- Виртуальные операторы сотовой связи:
  - Tomato (префикс +38592; использует сеть Vipnet)
  - BonBon (префикс +385977; использует сеть T-Mobile)
  - MultiPlus Mobile (префикс +385979; совместный проект Konzum и Hrvatski Telekom, использует сеть T-Mobile)
  - 24mobi (без префиксов, совместный проект 24sata и Hrvatski Telekom, использует сеть T-Mobile)
- Телефонная система (2009):
  - домашняя:
    - все локальные линии связи — цифровые
    - ведущий оператор: T-Hrvatski telekom (дочернее предприятие Deutsche Telekom);
    - прочие операторы: Optima Telekom, Portus Telekom (H-1), Iskon Broadband Telekom, B.net, Amis, Metronet.

  - международная:
    - код страны: 385
    - цифровая международная служба предоставляется станцией в Загребе
    - проект оптоволоконной связи Trans-Asia-Europe (TEL): два оптоволоконных соединения со Словенией, одна оптоволоконная линия из Риеки в Сплит и Дубровник
    - проект оптоволоконной связи ADRIA 1: Германия, Албания, Греция, Хорватия

## Радио и телевидение
- 152 FM-радиостанции (декабрь 2014)
- Радиослушатели: 3,5 млн. (2006)
- 29 телеканалов (июнь 2014)
- Телезрители: 3,2 млн. (2006)

## Интернет
- Национальный домен верхнего уровня: .hr, управляется CARNet[2]
- Пользователи Интернета (2012): 2,8 млн. чел., 80-е место в мире по численности; 63% населения, 59-е место в мире по доле населения[3][4]
- Абоненты проводной связи (2012): 909090 чел., 58-е место в мире по численности; 20,3% населения, 48-е место в мире по доле населения[3][5]
- Абоненты беспроводной связи (2012): 2,3 млн. чел., 60-е место в мире по численности; 52,3% населения, 26-е место в мире по доле населения[6]
- Интернет-хосты: 729420 всего, 50-е место в мире (2012)[2]
- IPv4-адреса: 2 млн. всего, менее 0,05% от всех в мире, на 1000 чел. в среднем 455,9 (2012)[7][8]
- 41 провайдер (2006).